# Achaemenes niger
Achaemenes niger är en insektsart som beskrevs av Melichar 1905. Achaemenes niger ingår i släktet Achaemenes och familjen kilstritar.
Artens utbredningsområde är Tanzania. Inga underarter finns listade i Catalogue of Life.